# Toxoderopsis taurus
Toxoderopsis taurus es una especie de mantis de la familia Toxoderidae.

## Distribución geográfica
Se encuentra en la India y Pakistán.